# دنوا کاگیگاس
دنوا کاگیگاس (انگلیسی: Deneva Cagigas؛ زادهٔ ۱ آوریل ۱۹۹۵) بازیکن فوتبال اهل مکزیک است.
از باشگاه‌هایی که در آن بازی کرده‌است می‌توان به باشگاه فوتبال اونیورسیداد ناسیونال اشاره کرد.